# Municipio de Cave (Arkansas)
El municipio de Cave (en inglés: Cave Township) es un municipio ubicado en el condado de Sharp en el estado estadounidense de Arkansas. En el año 2010 tenía una población de 2611 habitantes y una densidad poblacional de 45,08 personas por km².

## Geografía
El municipio de Cave se encuentra ubicado en las coordenadas 35°57′33″N 91°31′24″O / 35.95917, -91.52333. Según la Oficina del Censo de los Estados Unidos, el municipio tiene una superficie total de 57.93 km², de la cual 57,87 km² corresponden a tierra firme y (0,09 %) 0,05 km² es agua.

## Demografía
Según el censo de 2010, había 2611 personas residiendo en el municipio de Cave. La densidad de población era de 45,08 hab./km². De los 2611 habitantes, el municipio de Cave estaba compuesto por el 96,55 % blancos, el 0,42 % eran afroamericanos, el 0,77 % eran amerindios, el 0,19 % eran asiáticos, el 0,77 % eran de otras razas y el 1,3 % eran de una mezcla de razas. Del total de la población el 2,34 % eran hispanos o latinos de cualquier raza.